# دير غيثة الايمن (أسلم)

تعديل مصدري - تعديل

دير غيثة الأيمن هي إحدى قرى عزلة أسلم اليمن بمديرية أسلم التابعة لمحافظة حجة، بلغ تعداد سكانها 100 نسمة حسب تعداد اليمن لعام 2004.